# میشل روکار
میشل روکار (انگلیسی: Michel Rocard؛ زادهٔ ۲۳ اوت ۱۹۳۰ – درگذشته ۲ ژوئیه ۲۰۱۶) یک سیاست‌مدار فرانسوی و عضو حزب سوسیالیست آن کشور بود. وی در دوران ریاست جمهوری فرانسوا میتران، نخست وزیر سوسیالیست این کشور بود. میشل روکار در ۲ ژوئیه ۲۰۱۶ در سن ۸۵ سالگی درگذشت.